# 倫氏非鯽
倫氏非鯽又名黑邊吳郭魚，為輻鰭魚綱鱸形目隆頭魚亞目慈鯛科的其中一種，分布於非洲中部及西部淡水、半鹹水流域，棲息深度3-8公尺，體長可達45公分，棲息在沿岸植被生長的洪氾區、沼澤、溪流等水域，成群活動，以藻類、植物、甲殼類、昆蟲等為食，可作為觀賞魚、食用魚及遊釣魚。